# シュバット
シュバット（ヘブライ語: שְׁבָט、英語: Shevat）はユダヤ暦の月。

## 概要
月名はバビロニア暦のshabat‘uに由来し、ゼカリヤ書（1:7）に記載がある。現代で使用されている政治暦では5月であるが、古代使用されていた宗教暦ではニサンの月から数えるため11月となる。詳しくはユダヤ暦#宗教暦と政治暦を参照のこと。
月の長さは30日まであり、グレゴリオ暦では、1月から2月の時期にあたる。

## 主な行事
- 15日 - 樹木の新年（英語版）